# ديبي مكدونالد
ديبي مكدونالد (بالإنجليزية: Debbie McDonald) هي فارسة سباق أمريكية، ولدت في 27 أغسطس 1954 في مقاطعة أورانج في الولايات المتحدة.

## وصلات خارجية
- ديبي مكدونالد على موقع الاتحاد الدولي للفروسية (الإنجليزية)
- ديبي مكدونالد على موقع FEI (رابط بديل) (الإنجليزية)
- ديبي مكدونالد على موقع اللجنة الأولمبية الدولية (الإنجليزية)
- ديبي مكدونالد على موقع أوليمبيديا (الإنجليزية)
- ديبي مكدونالد على موقع اللجنة الأولمبية والبارالمبية الأمريكية (الإنجليزية)